# Filmmagazin
Unter einem Filmmagazin bzw. Wechselmagazin versteht man eine auswechselbare Kassette, die Filmmaterial zur Verwendung mit einer Kamera enthält.

## Bedeutung
Durch den Einsatz eines Filmmagazins kann eine Kamera mit mehr als einer Sorte von Film praktisch gleichzeitig genutzt werden, da der Wechsel des Filmmagazins an der Kamera schneller möglich ist als ein Filmwechsel in der Kamera. Auch ermöglicht diese Wechselvorrichtung die Verwendung von mehr als einer Filmsorte (z. B. schwarz-weiß und Farbe) simultan, ohne dass mehrere Kameras mitgeführt werden müssten. Die Abnehmbarkeit des Filmmagazins ermöglicht eine flexiblere Verwendung des Strahlengangs der Kamera. So werden in der Fotografie Filmmagazine für Sofortbildfilm, Einstellscheiben zur detaillierten Bildbegutachtung und in den letzten Jahren auch Digitalrückteile angeboten.
Vor dem Abnehmen des Filmmagazins von der Kamera muss ein Magazinschieber in das Magazin eingeschoben werden, der den Film vor Belichtung schützt, wenn das Magazin abgenommen wird.

## Fotografie

### Für Rollfilm
Filmmagazine für die Fotografie finden sich vorrangig bei Mittelformatkameras, z. B. bei Hasselblad, Mamiya, Rollei, Bronica, Kiev, Contax. Versuche, Filmmagazine bei Kleinbildkameras einzuführen, beispielsweise bei der Contarex von Zeiss Ikon oder den Rolleimodellen SL2000F und 3003, waren nicht besonders erfolgreich. 
Es existieren auch Rollfilmmagazine für Großformatkameras, wobei damit häufig nicht das maximal mögliche Aufnahmeformat dieser Kameras genutzt werden kann. Der breiteste heute noch am Markt lieferbare Rollfilm vom Typ 120/220 misst 56 mm.

### Für Planfilm
Eine besondere Form stellt das Planfilmmagazin dar. Dieses wird vorrangig in Laufboden-, Fach- oder Großformatkameras eingesetzt. Ein oder (bei Doppelkassetten) zwei Planfilme können damit lichtdicht in die Kamera eingesetzt werden. 
Für die Formate 9x12cm und 4x5" existiert ein genormtes Planfilmmagazin, das Internationale Rückteil, welches heute bei fast allen modernen Großbildkameras dieses Formats einsetzbar ist.
Auch für Mittelformatkameras existieren Adapter für den Einsatz von Planfilmmagazinen.
In der Reprofotografie oder für Internegative im Fotolabor mit dem Vergrößerungsgerät setzt man ebenfalls Planfilmmagazine ein. Für den Einsatz von chemischem Filmmaterial in der Röntgentechnik für die ärztliche Diagnose oder im technischen Bereich kommen teilweise auch flexible Filmkassetten zum Einsatz.

## Kinematografie
Filmmagazine findet man auch bei Kinè-Kameras, ja selbst im Bereich Super 8 fanden sie Verwendung. Solche die konstruktionsbedingt keinen Magazinschieber haben, werden meist mit dem so genannten Wechselsack angesetzt. Im professionellen Bereich verzichtet man zugunsten der Handhabung darauf und verliert damit das kleine im Anschlußbereich sichtbare Stück Film.  
Bei der digitalen Kinokamera kann auf Filmmagazine verzichtet werden – hier kann direkt via Kabel unbegrenzt aufgezeichnet werden. Klassische 35-mm-Filmmagazine fassen maximal 10 Minuten Laufzeit.